# Thịt hải sâm

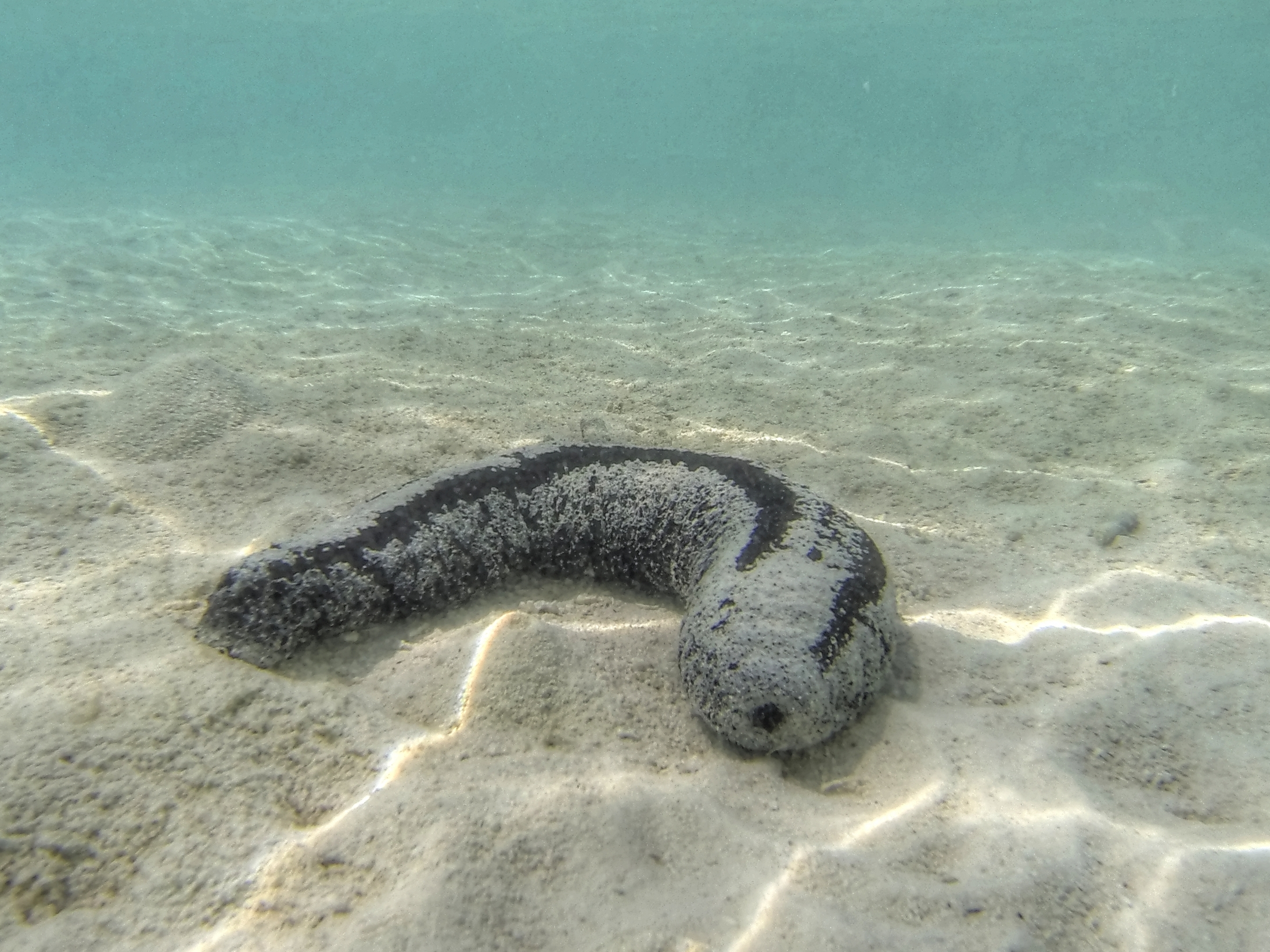
Hải sâm

Thịt hải sâm là phần thịt và các sản phẩm của các loài hải sâm (một số loài động vật trong lớp Holothuroidea). Hải sâm được đánh giá cao vì cơ thịt dẻo của nó và là một món ăn ngon Trung Hoa kể từ thời cổ đại, thường được ăn trong các bữa tiệc lớn, cùng với những món ăn được tôn trọng như vi cá mập. Nó là một món ăn động vật biển mềm và có dạng hình trụ, giống với dưa chuột và vì vậy nó mang tên đó.
Ở Trung Quốc, hải sâm được gọi là Hai sen (海参), tức sâm biển hay dưa chuột biển là thực phẩm có tính dương, hoặc nóng, được cho là chất bổ và kích thích dục tính. Giàu i-on và chứa nhiều chất khoáng như calci, ma giê và kẽm, hải sâm được biết là làm giảm cơn đau của bệnh viên khớp và các rắc rối về khớp. Người ta ăn chúng vì vitamin B và C và được cho là bổ dưỡng.

## Các loại
Các loại hải sâm thường được sử dụng làm thực phẩm là:
- Holothuria nobilis: Hải sâm vú
- Holothuria scabrra: Hải sâm trắng
- Thelenota ananas: Hải sâm lựu

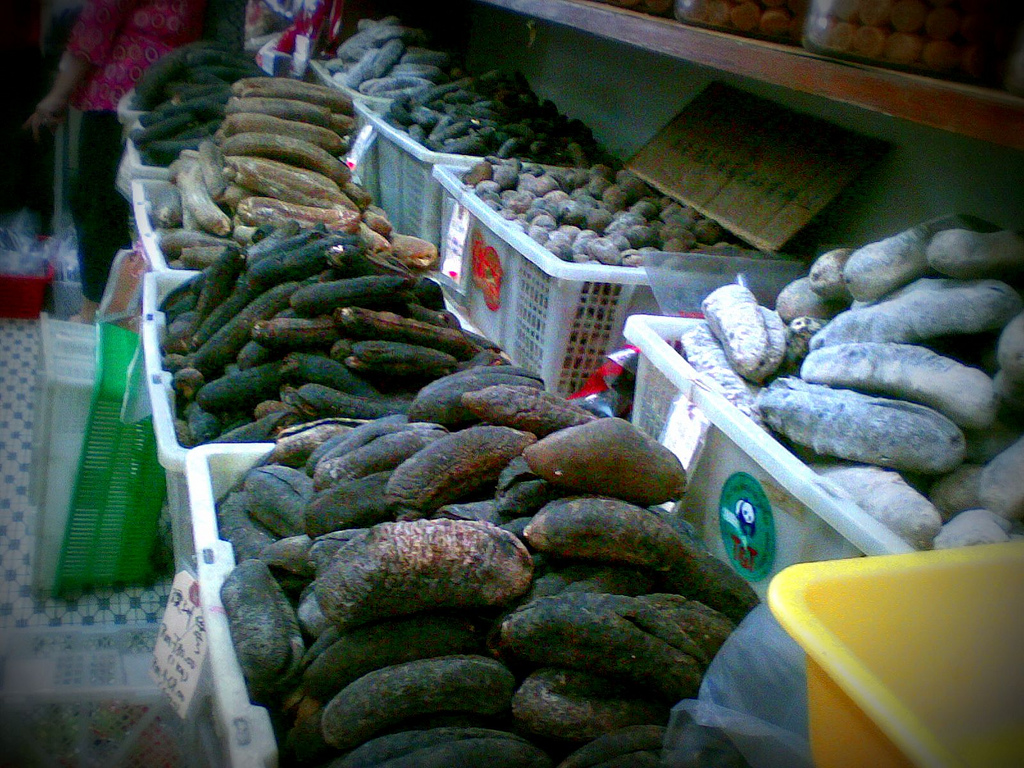
Hải sâm khô

- Actinopyga mauritiana: Hải sâm dừa
- Apostichopus japonicus: Hải sâm đỏ hay hải sâm Nhật Bản
- Actinopyga echinites
- Actinopyga palauensis
- Holothuria scabra
- Holothuria fuscogilva
- Stichius japonicus
- Parastichopus californicus
- Acaudina molpadioides
- Isostichopus fuscus

## Sử dụng

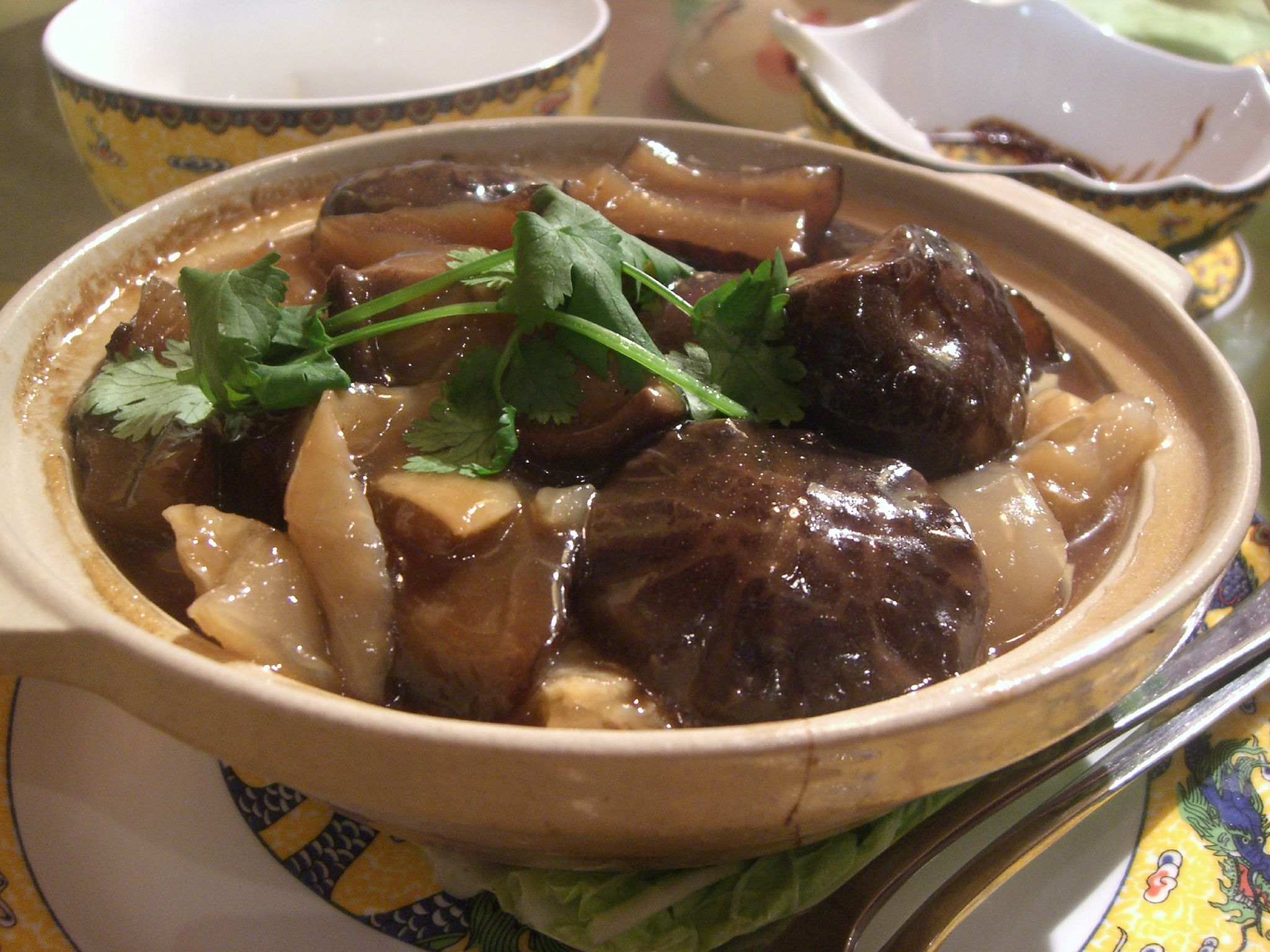

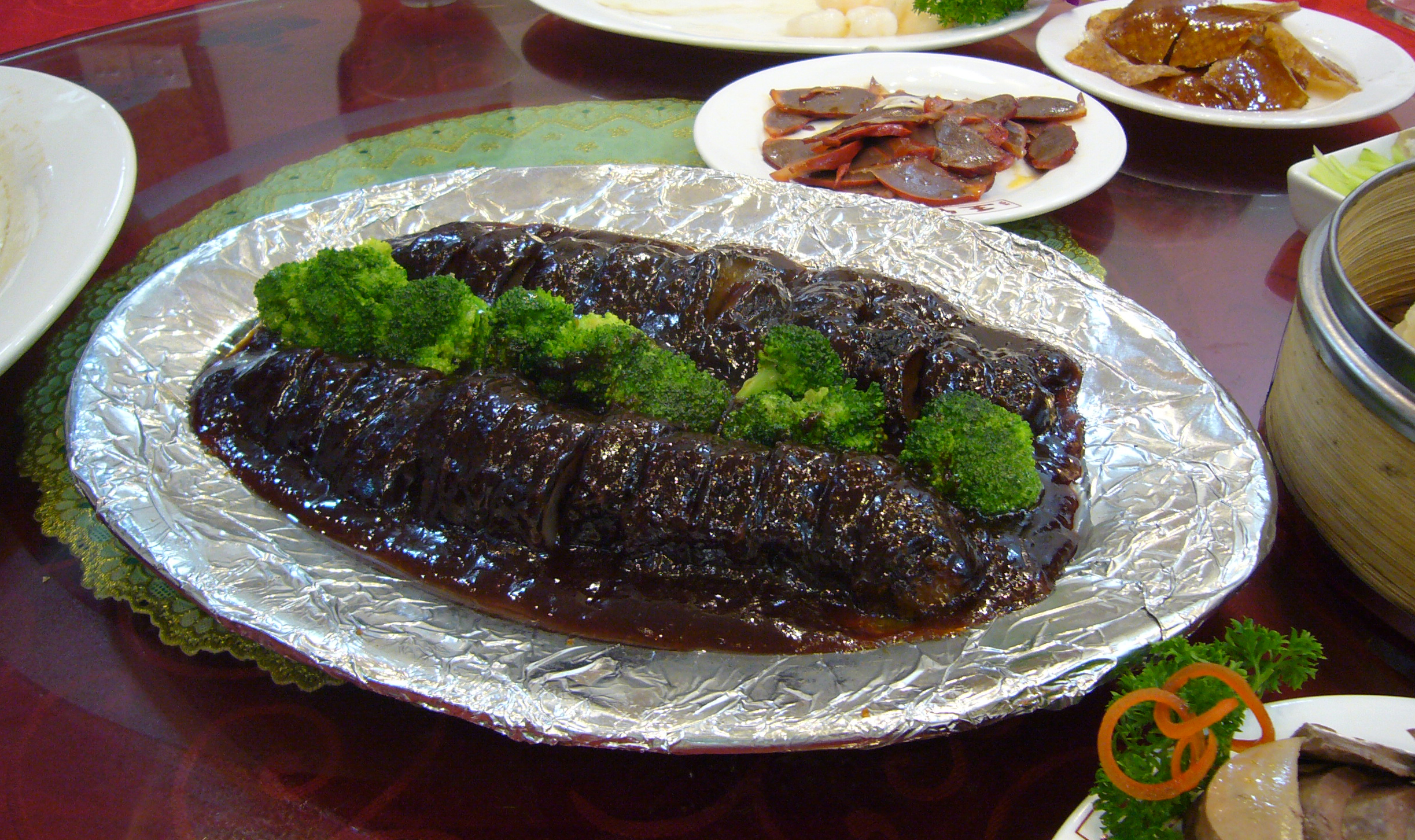

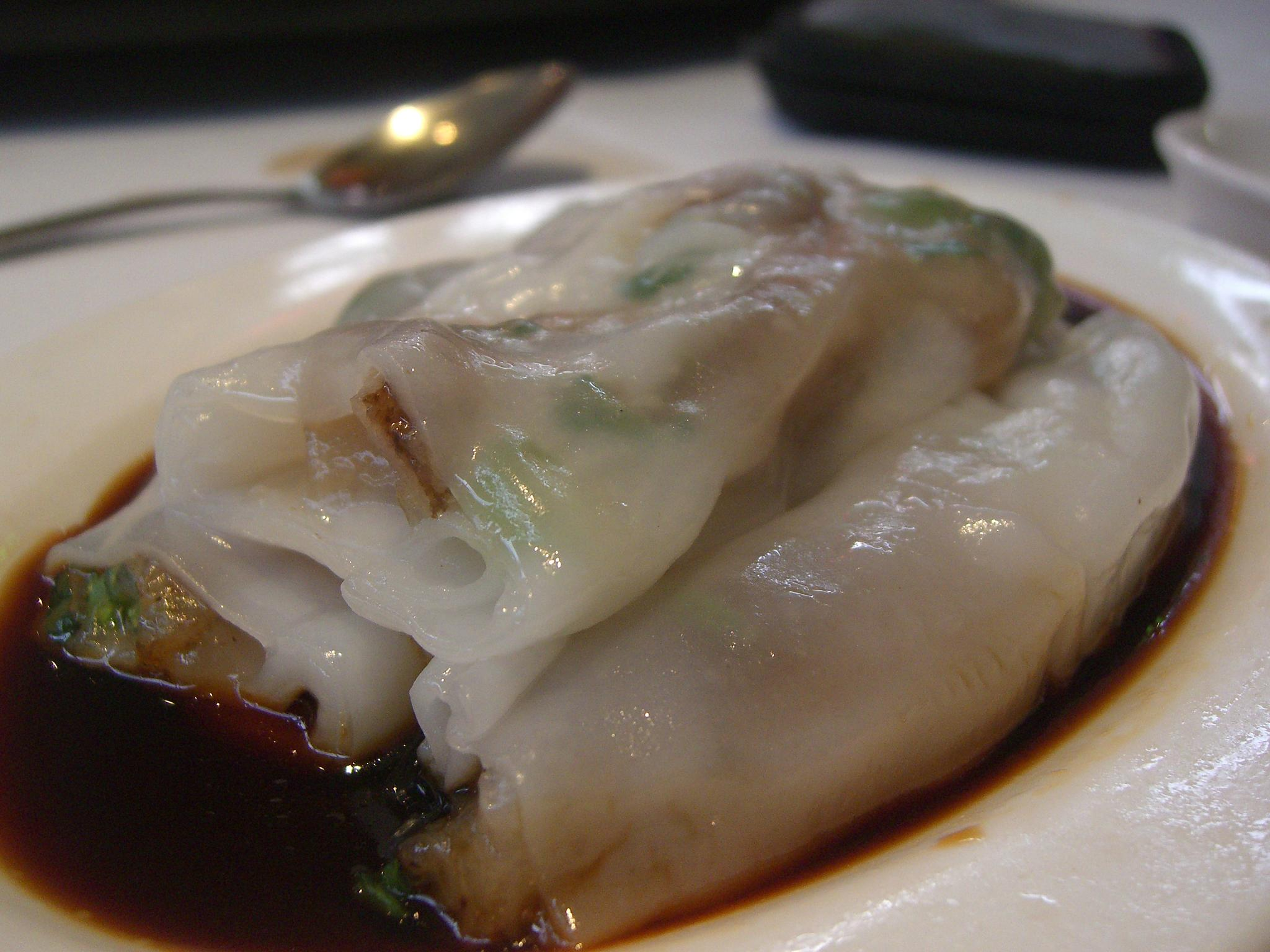
Bánh cuốn hải sâm

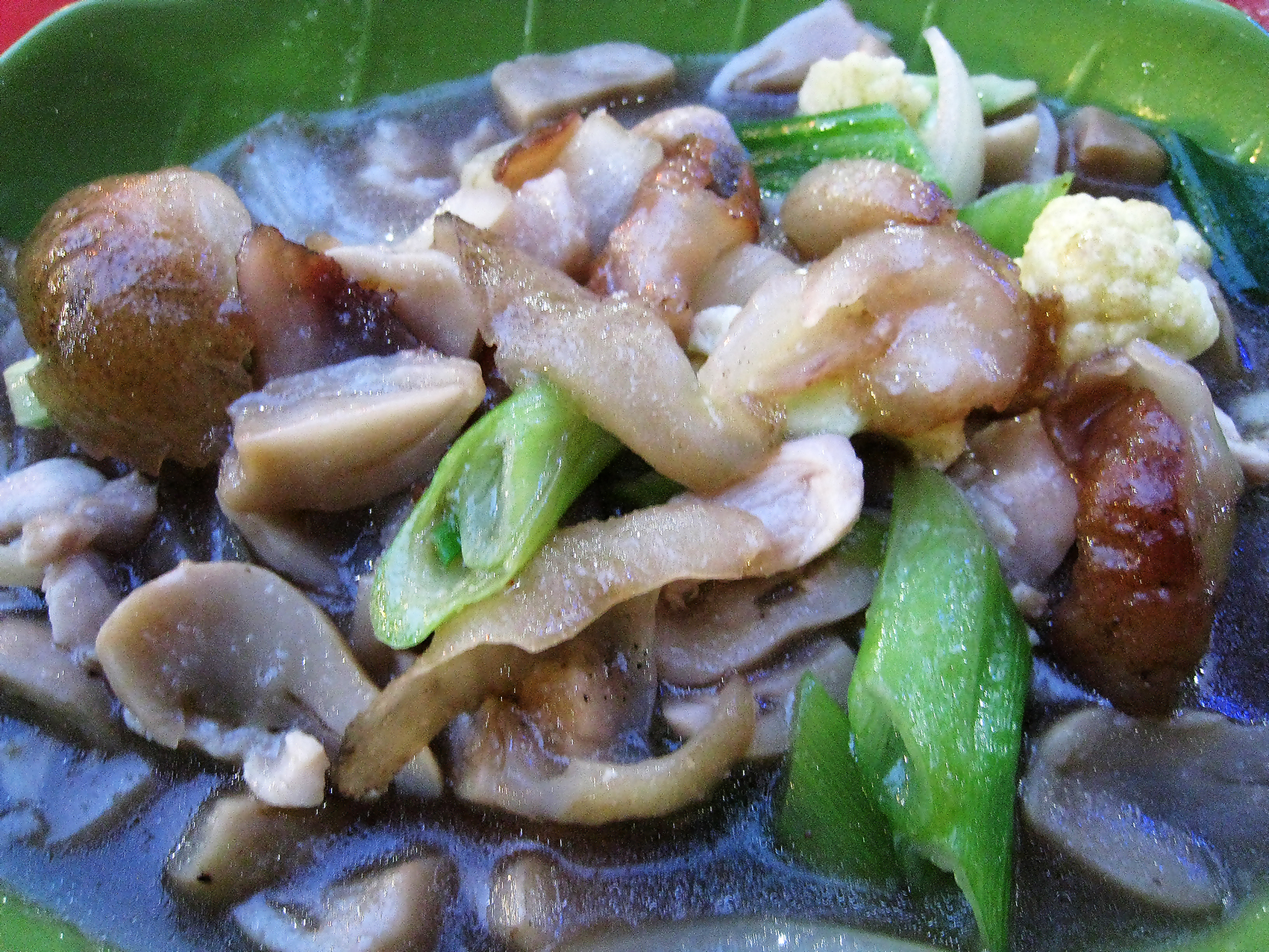
Haisom cah jamur, món hải sâm Indonesia kiểu Trung Quốc với nấm

Hải sâm thường được bán dưới dạng khô cứng, chuẩn bị hải sâm khô để nấu là công việc tốn nhiều thời gian và công đoạn. Sau khi bỏ da, phải làm phục hồi nó trong nước, phải thay nước hàng ngày trong vòng 4 ngày, thỉnh thoảng phải rửa nó dưới vòi nước chảy. Luộc nó với những lát gừng hoặc vỏ dứa ở giữa để làm mất mùi tanh của biển. Nó sẽ nở ra như kích cỡ ban đầu và mềm trở lại. Để ráo nước và giữ trong tủ lạnh cho tới khi dùng. Nếu không xử lý thích hợp, cơ thịt của nó sẽ nhai dẻo như cao su, không hấp dẫn và có mùi lạ.
Với hải sâm tươi bày bán ở chợ, chỉ cần rửa và luộc. Loại hải sâm tươi tốt nhất là loại màu đen, bề mặt nhẵn và có lớp ngoài bóng láng. Hải sâm được chế biến theo nhiều cách, hầm với sườn, xào với tiêu đen, luộc trong nước thịt gà. Vị khá nhạt của hải sâm giúp nó hấp thụ và làm tăng mùi vị của các thành phần khác mà nó được nấu chung trong nước thịt đậm. Thưởng thức cảm giác miếng hải sâm mọng nước ngon lành ngấm với các gia vị khác trong miệng là việc bắt buộc đối với những người sành ăn. 

## Trên thế giới
Hải sâm được xem là món cao lương mỹ vị ở Malaysia, Trung Quốc, Nhật Bản, Indonesia do người ta tin tưởng vào tác dụng chữa bệnh của nó. Thịt hải sâm được làm sạch trong khoảng vài ngày. Người ta thường mua hải sâm khô và nấu cho mềm dưới dạng món súp hoặc món hầm hoặc om và món hải sâm nhìn giống món thạch. Trong ẩm thực Nhật Bản, món Konotawa được nấu bằng hải sâm nấu thành cao, ướp muối và xử lý khô để ăn dần. Trong các nước châu Âu, chỉ có Nga có điều kiện để nuôi hải sâm ở thành phố Vladivostok.
Việc mua bán hải sâm giữa những người thủy thủ Macassan và thổ dân đảo Arnhem để cung cấp cho các chợ của Nam Trung Hoa là những ví dụ được ghi nhận về mậu dịch giữa những cư dân của châu Úc và những người châu Á lân bang. Nhiều loại hải sâm ở Malaysia được cho là cho tác dụng chữa bệnh. Có nhiều công ty dược phẩm sản xuất dược phẩm bằng hải sâm dưới dạng dầu, kem hoặc thuốc xức trong đó có một số thuốc uống.

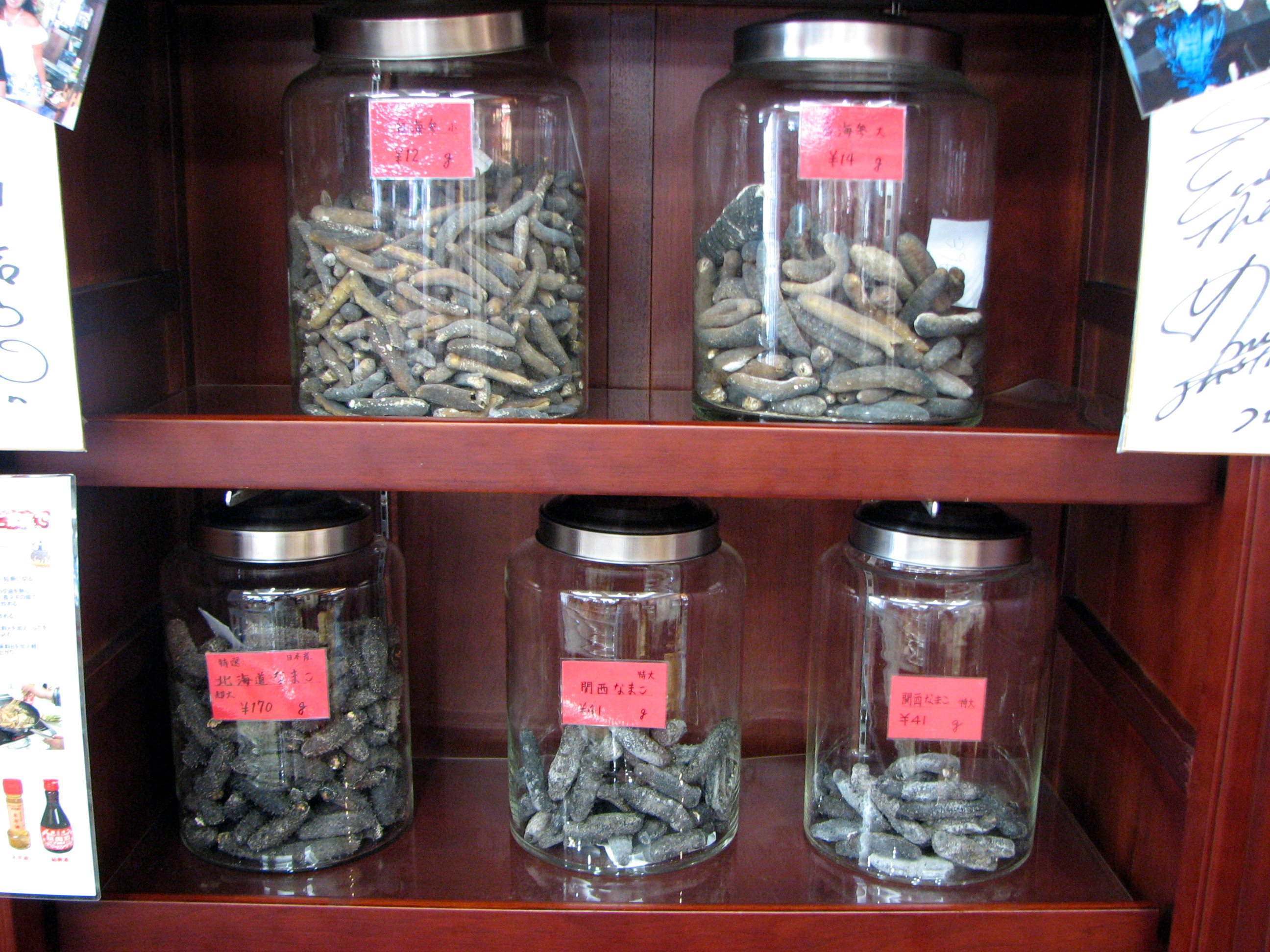
Hải sâm khô trong một cửa hàng Đông Y
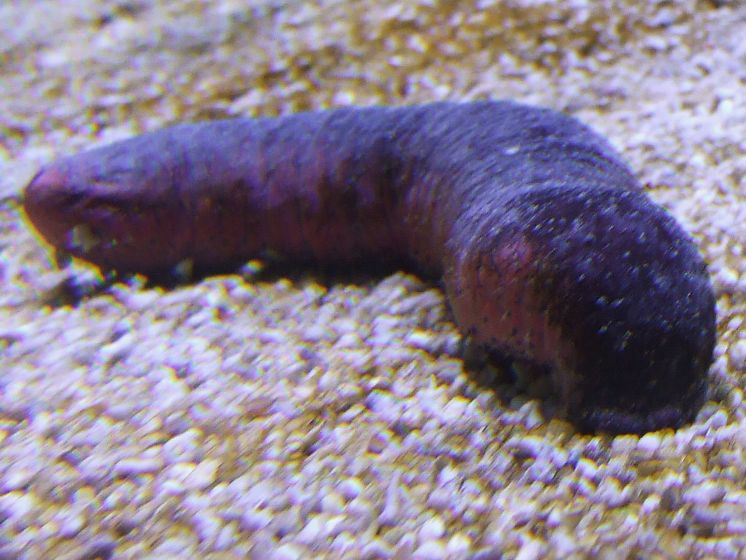
Một con hải sâm đang bắt mồi trên sỏi

### Trung Quốc
Hải sâm là mặt hàng chính giữa người mua và người bán, hàng bán rất nhanh ở Trung Quốc, đặc biệt để làm quà tặng. Hải sâm khô có giá từ 320 RMB (tệ) tới 590 RMB một gói 500 gram. loại hải sâm đông lạnh hút chân không với 250 RMB một gói 500 gram. Chúng thấp hơn vì có nhiều nước trong hải sâm. Phần lớn nhu cầu được tạo ra bởi kinh doanh quà tặng. Việc buôn bán hải sâm mạnh mẽ nhất được cho là vào mùa thu, đó là mùa đỉnh điểm của việc mua bán bất động sản ở Trung Hoa.
Giá bán sỉ hải sâm tăng lên trung bình 160 RMB một ký vào cuối tháng tám. Mùa thu và mùa đông là mùa ăn hải sâm theo truyền thống, vì thế tiêu thụ sẽ tăng, nguồn cung cũng giảm mạnh vì những người nuôi hải sâm vẫn chưa tìm ra cách nuôi hải sâm ở những khu vực ấm hơn ở phía nam Trung Hoa. Nhu cầu đối với các loại hải sâm có thương hiệu rất mạnh mẽ, và nó làm cho giá của các hãng này tăng lên. 

### Nhật Bản
Có nhiều loài hải sâm ở Nhật Bản, nhưng loài có chất lượng cao nhất là Hải sâm đỏ (Apostichopus japonicus). Thời vụ tốt nhất là mùa đông, nhưng cũng có bán vào mùa xuân. Chúng có rất nhiều tên ở Nhật, như Namako, Manamako, Akako, Aoko, Kaiso và được đánh bắt ở khắp các đảo của Nhật. Chúng đẻ trứng từ cuối mùa xuân đến đầu mùa hè, vì vậy mùi vị của chúng ngon nhất vào mùa xuân và có vị ngọt.
Nhiều người thích hải sâm đỏ vì chúng mềm và mùi vị ngon hơn. Chọn con có thịt chắc và da sáng. Người Nhật ăn chúng bằng nhiều cách. Giống người Hoa, người Nhật ăn chúng ở dạng khô, gọi là Bachiko. Chúng thường được luộc với chè xanh, họ cũng dùng chúng làm Sashimi, hoặc Sushi nigiri. Nội tạng của chúng, gọi là konowata, được xem là món ngon, món nổi tiếng là Gunkan sushi.